# Індентер
Індентер, Індентор, (рос. индентор, индентер, англ. indentor, indenter; нім. Eindringkörper m, Indenter m) — наконечник приладу, виготовлений із алмазу, гартованої сталі або твердого сплаву, вдавлюванням якого вимірюють твердість матеріалів. Іноді інденторами (Nanoindenter) називають самі прилади для вимірювання нанотвердості.

## Види індентора
Розрізняють такі види індентора:
- Індентор для вимірювання твердості за методом Брінелля[1] слугує для вимірювання твердості за Брінеллем методом вдавлення; індентор є кулькою із загартованої сталі, твердого сплаву чи алмазу, що вирізняються високою твердістю.
- Індентор для вимірювання твердості за методом Віккерса[2] слугує для вимірювання твердості за Віккерсом; індентор є  зрізаною чотиригранною алмазною пірамідою з квадратною основою і з кутом при вершині між протилежними гранями, рівними 136°.
- Індентор для вимірювання твердості за методом Роквелла[3] для шкал А, С, D, H, N є алмазним конусом з кутом при вершині 120° і радіусом скруглення вершини, що дорівнює 0,2 мм.
- Індентор для шкал Роквелла В, F, G, T є сталевою чи твердосплавною кулькою з діаметром, рівним 1/16 дюйма.
- Індентор для шкал Роквелла E, H, K є сталевою чи твердосплавною кулькою з діаметром, рівним 1/8 дюйма.
- Індентор Кнуппа[4] застосовується для вимірювання на тонких шарах і на особливо крихких матеріалах; індентор є зрізаною чотиригранною алмазною пірамідою, в основі якої лежить ромб.
- Індентор Берковича[5] є зрізаною тригранною алмазною пірамідою (звичайною та модифікованою, які відрізняються кутом при вершині).

## Призначення
Індентор застосовується для вимірювання твердості досліджуваного матеріалу. При вимірюванні за допомогою індентора останній вдавлюється в досліджуваний матеріал з деяким постійним навантаженням. Виконуючи розрахунки на основі виміряних параметрів відбитка, (площа або об'єм) дають кількісну оцінку поверхневої або об'ємної твердості досліджуваного матеріалу. Загальною вимогою до матеріалу індентора є значне перевищення твердості матеріалу індентора над випробовуваним матеріалом.